# ديل أور نو ديل: الاختيار (برنامج)
ديل أور نو ديل: الاختيار، هي نسخة المصرية من البرنامج العالمي الشهير «صفقة أو لا صفقة (Deal or No Deal)» ويعرض على شاشة قناة النهار. تقدمه المغنية اللبنانية مايا دياب وقيمة الجائزة المقدمة في هذا الموسم يبلغ قدرها 250.000 جنيه مصري. وهو يعتبر الموسم الثالث من لعبة الحياة الذي عرض سابقا على قناة الحياة.
بدأ البرنامج في 27 مايو 2012 ويعرض يوميا على القناة. ويتم تسجيله في استوديوهات شركة إندمول في بيروت.

## طريقة اللعب
وتقوم المسابقة على فكرة إخفاء أربعة عشرين رقما ماليا، يتراوح من المليم إلى 250 ألف جنيه مصري، في صناديق مقفلة بالشمع الأحمر، ويحمل المشتركون، الذين قدموا من كل أنحاء مصر، العلب الذي يوازي عددهم عدد العلب. يتم انتقاء مشترك من بين الـ24 الموجودين عبر سحب يجرى عبر الحاسوب الذي يختار عشوائيا واحد منهم.
على طاولة أمامية وسط المشتركين الواقفين في نصف حلقة مفتوحة على المشاهد، تجلس مايا مع المشترك ليبدأ عملية فتح الصناديق في جولات عديدة، وبعد كل جولة يتدخل البنك عبر الهاتف ليعرض مبلغا معينا للمشترك عله يعقد معه الصفقة وينسحب أو يستمر في فتح العلب ليصل إلى علبته وحظه داخلها، إما الربح أم الخسارة. المسابقة تتخللها محطات غنائية أومقتطفات من أغنيات مفرحة أو حزينة، حسب مضمون الصندوق.

## قائمة بالمبالغ الموجودة بداخل الصناديق
| القائمة اليسرى | القائمة اليمنى |
| -------------- | -------------- |
| 1,000 ج.م.     | 0.01 ج.م.      |
| 2,500 ج.م.     | 0.50 ج.م.      |
| 5,000 ج.م.     | 1 ج.م.         |
| 7,500 ج.م.     | 5 ج.م.         |
| 10,000 ج.م.    | 10 ج.م.        |
| 15,000 ج.م.    | 25 ج.م.        |
| 30,000 ج.م.    | 50 ج.م.        |
| 50,000 ج.م.    | 100 ج.م.       |
| 100,000 ج.م.   | 150 ج.م.       |
| 125,000 ج.م.   | 250 ج.م.       |
| 250,000 ج.م.   | 500 ج.م.       |